# Kralkızı-Talsperre
Die Kralkızı-Talsperre (türkisch Kralkızı Barajı) liegt an der Südflanke des Südost-Taurus in der türkischen Provinz Diyarbakır.
Die Kralkızı-Talsperre wurde in den Jahren 1985–1998 zum Zwecke der Energiegewinnung errichtet und staut den Maden Çayı, den rechten Quellfluss des Tigris. 
Das Absperrbauwerk ist ein 1030 m langer Steinschüttdamm mit Lehmkern. Der Staudamm hat eine Höhe von 113 m über Talsohle und ein Volumen von 15,7 Mio. m³. 
Der zugehörige Stausee reicht im Westen bis in die Nachbarprovinz Elazığ. Er bedeckt eine Fläche von 58 km². Der Speicherraum beträgt 1919 Mio. m³. 
Das Wasserkraftwerk der Kralkızı-Talsperre verfügt über zwei 47 MW-Francis-Turbinen. Das Regelarbeitsvermögen liegt bei 146 GWh im Jahr.
Flussabwärts liegt die Dicle-Talsperre.